# Статные голуби

Луганский статный космоногий голубь

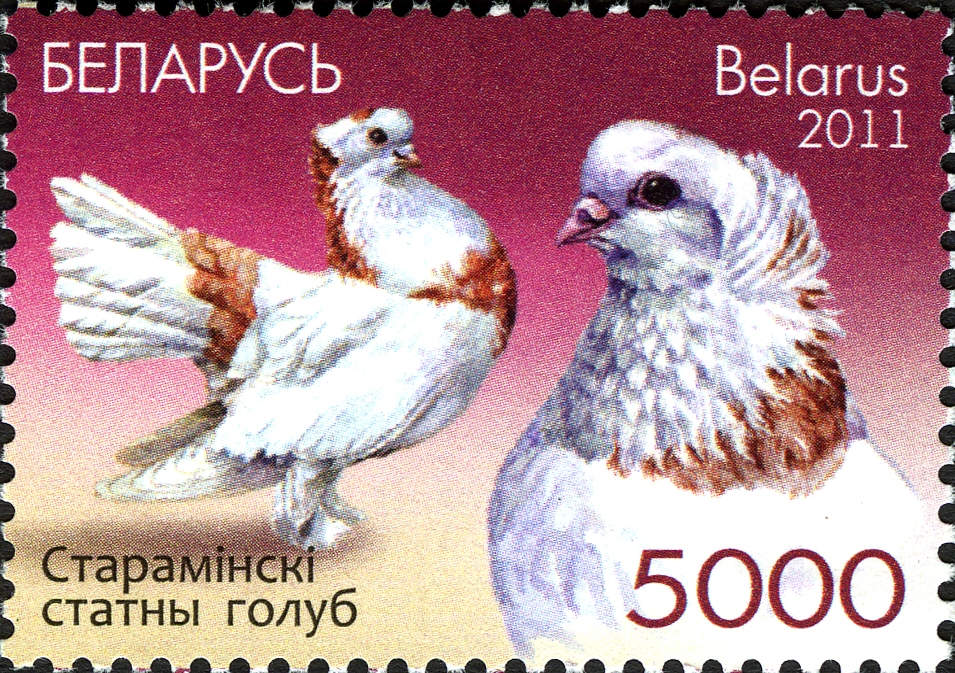
Староминской статный голубь на почтовой марке Республики Беларусь

Статные голуби — многочисленная группа семейства голубиных, отличающаяся большим разнообразием форм тела, цветов оперения, перьевых украшений, а также и лётных качеств. Название «статные» было дано из-за отличительного признака данной породы — своеобразная красота телосложения и осанка птиц.

## Характерные признаки
- Приподнятая, широкая грудь, вислокрылость (концы крыльев опущены ниже хвоста).
- Хвост приподнятый и широкий, насчитывает от 12 до 20 рулевых перьев.
- Основной показатель в группе статных — телосложение (стать), затем идет рисунок оперения[1].

## Подгруппы
По форме и положению частей тела статных голубей подразделяют на три подгруппы:
- Вислокрылые — птицы средней величины или мелкие, концы крыльев опущены ниже хвоста, могут даже касаться линии пола, хвост приподнят, шеей не трясут. К этой подгруппе относятся синие царицынские, дубовские, камышинские, крюковские, ржевские, сызранские, мартыны.
- Трясуны — птицы средней величины или чаще мелкие с укороченным телом, приподнятой грудью, удлиненной шеей с изгибом, которой птицы трясут, хвост широкий, приподнятый. К этой подгруппе относятся казанские трясуны, чистяки-чилики, урюпинские, воронежские жуки, волжские красногрудые, ейские двухчубые.
- Качуны — птицы с коротким телом и высоко приподнятой грудью, шея удлиненная с изгибом, голуби-качуны часто трясут ею. Хвост плоский, относительно короткий и сильно поднятый. При ходьбе и в возбужденном состоянии качают корпусом вперед-назад. К качунам относят ростовских цветных, белогрудых, лебедей, новочеркасских чернохвостых, алтайских шалевых.

По лётным качествам статных голубей разделяют также на три подгруппы:
- Высоколётные — это почти все вислокрылые и некоторые трясуны.
- Турманы — породы казанских трясунов, ржевских и сызранских вислокрылых.
- Декоративные — все качуны и часть трясунов.

Лётные качества зависят от наследственности и правильности содержания и тренировок. Полёт статных голубей круговой, медленный, продолжается нередко до 3-6 часов и даже больше. Трясуны сегодня во многом утратили лётные качества, а вот качуны лётают неважно. Распространены на Украине, а в России — в Поволжье и южных регионах. Среди известных пород можно назвать крюковских с превосходными лётными качествами, кременчугских, ростовских цветных, знаменитых ростовских лебедей, статных чубатых, луганских, воронежских жуков, ейских двухчубых.
По цвету оперения:
У статных голубей можно найти почти все цвета и их разнообразные сочетания. Птицы бывают чисто белого, желтого, красного, сизого и черного цвета. Выделяют подгруппы наиболее распространенных цветногрудых (сорочий рисунок), цветнохвостых, цветнобоких и рябых. У многих пород статных голубей бывают перьевые украшения. На ногах они могут быть в виде чулочек, колокольчиков или длинных перьев (косм), встречаются птицы с откосами (ястребиные перья — шпоры). На голове украшения бывают в виде чуба, заднего или переднего (нередки и двухчубые). Статные голуби неприхотливы, спокойны, хорошо высиживают и выкармливают птенцов. При содержании статных голубей важно особенно тщательно следить за чистотой подстилки, необходимо оборудовать питомник насестами.
- Подгруппа цветногрудых. В эту подгруппу входят белые голуби с цветной грудью, шеей, головой и хвостом (сорочий рисунок). Наиболее распространены в Центральной России, приволжских городах, на Южном Урале и в Сибири. Любители предпочитают эффектных птиц с белой лентой в хвосте, родоначальниками которых являются ржевские.
- Подгруппа цветнобоких. Статные белые голуби с окрашенным щитком крыла (кроющими перьями и маховыми второго порядка) выделяются в подгруппу цветнобоких. Цвет щитка может быть желтым, красным, черным и сизо-голубым с двумя поперечными черными полосами. Голубей этой группы называют чистяками и чиликами по имени голубеводов 19 века братьев Чиликиных. Наибольшее распространение птицы подгруппы получили в Приазовье, Среднем Поволжье и городах Дона, в частности, Новочеркасске, где содержатся лучшие экземпляры.
- Подгруппа цветнохвостых. В подгруппу входят статные белые голуби с цветными хвостами. Состоит всего лишь из трех пород, не получивших широкого распространения. Это полтавские чернохвостые, оренбургские цветнохвостые и новочеркасские чернохвостые с густо оперёнными ногами.
- Подгруппа одноцветных. Одноцветные могут быть белого, красного, черного, желтого и сизого цветов. Среди любителей их ещё называют доперовыми. Различные породы из подгруппы одноцветных могут относиться к вислокрылым, трясунам и качунам. Перовые украшения могут быть самыми разнообразными, то же можно сказать и об оперении ног. Все вислокрылые одноцветные хорошие летуны.
- Подгруппа пёстрых голубей. Пёстрые, или рябые, голуби имеют оперение двух и более цветов, причём цветные пятна разбросаны по телу в неопределённом порядке. У пёстрых могут быть разнообразные перьевые украшения и оперённость ног. Породы в основном названы по месту их выведения: так челябинские декоративные включают в себя челябинские белые, челябинские белохвостые, челябинские чернокрылые. С давних пор известны ейские рябые, цицаря-гречаные[3].